# Крилатка
Крила́тка, або смуга́стий тюле́нь (Histriophoca fasciata) — вид тварин родини тюленів, єдиний представник роду крилаток (Histriophoca).

## Морфологічні особливості
Дорослі особини обох статей довжиною близько 150 см і вагою близько 90 кг. Дорослі самці червонувато-коричневі перед линькою й темно-шоколадно-коричневі після неї з білими чи жовтувато-білими смугами на шиї, задньому кінці тіла й коло передніх плавців. Самиці блідіші з більш тьмяним маркуванням. 

## Поширення
Поширений в арктичних і субарктичних районах Тихого океану, а саме в Беринговому й Охотському морях.

## Звички
Зазвичай солітарний. Харчується рибою і головоногими. Пірнає на глибину до 200 м. Хижаки: Orcinus orca, Somniosus pacificus, Ursus maritimus, Somniosus microcephalus.

## Життєвий цикл
Самиці досягають статевої зрілості на 2—5 рік життя, самці досягають статевої зрілості на 3-6 рік. Парування відбувається з кінця квітня до початку травня. Вагітність триває 9 місяців після 2-2,5 місяців затримки імплантації. Молоді тварини народжуються на льоду в квітні і травні. Новонароджені мають довжину бл. 86 см і вагу бл. 10.5 кг. Вони харчуються протягом чотирьох тижнів молоком матері, а потім розлучаються з матір'ю. Вони залишаються на льоду протягом ще кількох тижнів, за які вони втрачають щільне білий хутро і втрачають вагу. Після закінчення цього терміну, вони можуть пірнати і полювати самі по собі. Тривалість життя 27 років. Смертність у перший рік життя становить 44%. 

## Загрози та охорона
Російське комерційне полювання почалося в Охотському морі в 1930 році і збільшувалося до 20000 впольованих особин за рік у 1950-х (Heptner 1996). У 1950—1969 роках щорічно впольовувалось в середньому 11 000 особин (Fedoseev 2002). Середньорічний збір в Охотському морі з 1969-1992 був 5000-6000 (Fedoseev 2002). Комерційне полювання почалося в Беринговому морі в 1961 році при середньорічній кількості вбитих крилаток 9000 до 1969 року, і з 3000 до 4000 крилаток на рік з 1969 по 1992 рік (Heptner 1996). Комерційна полювання зупинилися в Беринговому морі в 1991 році і в Охотському морі в 1994 році. Після того, як полювання було обмежене, чисельність виду швидко відновився. Конкретні заходи щодо збереження не діють в Росії. У Сполучених Штатах крилатки охороняються Законом про захист морських ссавців.